# Dos misioneros
Dos misioneros (en italiano: Porgi l'altra guancia; Turn the Other Cheek) es una película de comedia de coproducción internacional franco-italiana de 1974 protagonizada por el equipo de comedia de Bud Spencer y Terence Hill.

## Sinopsis
Dos misioneros entran en conflicto con las autoridades cuando convierten a su misión en una granja de loros. El obispo de Maracaibo los llama sus "ovejas negras" y Monseñor ha sido llamado para comprobar su comportamiento. Como de costumbre, nuestros héroes ayudan a los pobres a defenderse y provocan divertidas peleas a puñetazos durante el proceso.

## Reparto
- Terence Hill como el padre C.
- Bud Spencer como el padre Pedro de León
- Robert Loggia como gobernador Alfonso Felipe Gonzaga
- Jean Pierre Aumont como Monseñor Delgado
- Jacques Herlin como el obispo
- Mario Pilar como Menéndez
- María Cumani Quasimodo como Marquesa Gonzaga